# Broto (Espanha)
Broto é um município da Espanha na província de Huesca, comunidade autónoma de Aragão, de área 128,11 km² com população de 533 habitantes (2007) e densidade populacional de 4,16 hab./km².

## Demografia
| Variação demográfica do município entre 1991 e 2004 | Variação demográfica do município entre 1991 e 2004 | Variação demográfica do município entre 1991 e 2004 | Variação demográfica do município entre 1991 e 2004 |
| --------------------------------------------------- | --------------------------------------------------- | --------------------------------------------------- | --------------------------------------------------- |
| 1991                                                | 1996                                                | 2001                                                | 2004                                                |
| 468                                                 | 522                                                 | 539                                                 | 516                                                 |